# Gare de Yamada (Osaka)
Pour les articles homonymes, voir Yamada.
La gare de Yamada (山田駅, Yamada-eki) est une gare ferroviaire de la ville de Suita, dans la préfecture d'Osaka au Japon. Elle est gérée par la compagnie Hankyu et le Monorail d'Osaka.

## Situation ferroviaire
Yamada est située au point kilométrique (PK) 11,6 de la ligne Hankyu Senri et au PK 8,5 de la ligne principale du monorail d'Osaka.

## Histoire
La gare de la ligne Hankyu a ouvert le 23 novembre 1973. La station du monorail a ouvert le 1er juin 1990.

## Service des voyageurs

### Accueil
La gare dispose d'un bâtiment voyageurs, avec guichet, ouvert tous les jours.

### Desserte

#### Hankyu
- Ligne Senri :
  - voie 1 : direction Kita-senri
  - voie 2 : direction Awaji (interconnexion avec la ligne Hankyu Kyoto pour Osaka-Umeda) et Tenjinbashisuji 6-chome (interconnexion avec la ligne Sakaisuji pour Tengachaya)

#### Monorail d'Osaka
- Ligne principale :
  - voie 1 : direction Kadomashi
  - voie 2 : direction Aéroport d'Osaka

## Dans les environs
- Site de l'exposition universelle de 1970